# جان-لويس باسكال
جان-لويس باسكال (بالفرنسية: Jean-Louis Pascal)‏ هو مهندس معماري فرنسي، ولد في 4 يونيو 1837 في former 2nd arrondissement of Paris ‏ في فرنسا، وتوفي في 16 مايو 1920 في الدائرة العاشرة في باريس في فرنسا.